# Josef Maria Auchentaller
Josef Maria Auchentaller (Vienna, 2 agosto 1865 – Grado, 31 dicembre 1949) è stato un pittore e incisore austriaco.

## Biografia

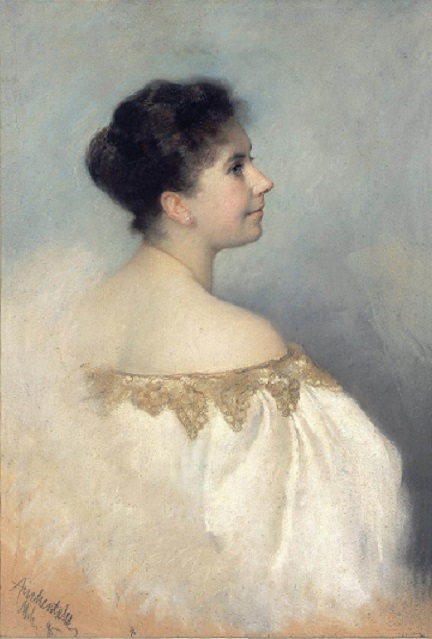
La moglie Emma Scheid

Josef Maria Auchentaller nacque a Vienna-Penzing. La famiglia era di origine Sudtirolese. Studiò dal 1882 al 1886 alla Technische Hochschule di Vienna e nel 1890 entrò nell'Akademie der bildenden Künste della capitale. Sposatosi nel 1891 con Emma Scheid, figlia di un facoltoso industriale dell'argenteria, lasciò l’Accademia nel 1892 trasferendosi con la moglie e la figlia Maria Josepha a Monaco di Baviera, dove studiò con Paul Hoecker, tra i fondatori della Secessione di Monaco, e collaborò a Jugend, la rivista della Secessione tedesca fondata nel 1896.
Dopo un viaggio in Italia nel 1897, Auchentaller si stabilì a Vienna per unirsi alla Secessione viennese. Partecipò alle mostre organizzate dai secessionisti e, in particolare, disegnò il manifesto e le copertine dei cataloghi della settima (1900) e della quattordicesima mostra (1902). Tra il 1900 e il 1901 fece parte della redazione della rivista Ver Sacrum, nella quale apparvero molti suoi disegni, ispirati alle xilografie giapponesi, allora molto popolari. L'ottavo numero di Ver Sacrum (1901) fu interamente dedicato ad Auchentaller.

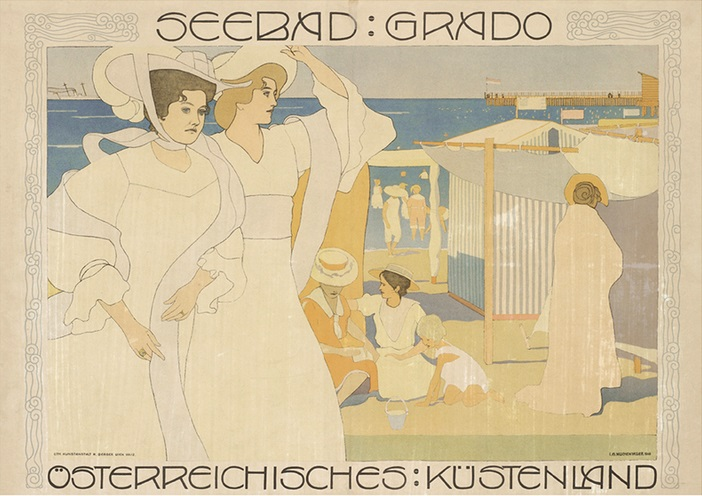
Manifesto pubblicitario dei bagni gradesi.

Nello stesso tempo Auchentaller lavorò alla progettazione di gioielli per la ditta del suocero Georg Adam Scheid, e nel campo della grafica pubblicitaria, realizzando tra il 1898 e il 1906 manifesti per diverse aziende viennesi.
Per iniziativa della moglie Emma, nel 1903 i coniugi Auchentaller, con i figli Maria e Peter, si trasferirono a Grado, sulla costa adriatica, dove gestirono la Pensione Fortino, progettata dall'architetto Julius Mayreder e decorata da Josef Maria con affreschi, poi distrutti negli anni Ottanta, quando la pensione fu trasformata in condominio. La pensione ebbe successo, essendo divenuto uso popolare per la borghesia austriaca trascorrere le vacanze nelle località marine.
Lasciata la Secessione nel 1905, come in quell'anno fece pure Gustav Klimt, Auchentaller s'isolò dal mondo dell'arte austriaco e si dedicò prevalentemente al ritratto e al paesaggio. La sua vita familiare divenne tesa: la figlia Maria Josepha si suicidò nel luglio del 1914 a Bistrița, dove era ospite della zia materna Martha, ed era noto che la moglie avesse da tempo una relazione con un giovane di Grado.
A guerra dichiarata tra l'Impero asburgico e l'Italia, gli Auchentaller rientrarono in Austria, ma nel 1919 ritornarono definitivamente nella loro pensione di Grado. Emma morì nel 1945 e Josef quattro anni dopo, nel 1949.